# Giro dell'Appennino 1981
Il Giro dell'Appennino 1981, quarantaduesima edizione della corsa, si svolse il 26 luglio 1981, su un percorso di 254 km. La vittoria fu appannaggio dell'italiano Gianbattista Baronchelli, che completò il percorso in 6h40'35", precedendo i connazionali Alfio Vandi e Wladimiro Panizza. Per l'atleta bergamasco si trattò della quinta vittoria consecutiva al Giro dell'Appennino.
I corridori che partirono furono 79, mentre coloro che tagliarono il traguardo di Pontedecimo furono 35.

## Ordine d'arrivo (Top 10)
| Pos. | Corridore                | Squadra               | Tempo    |
| ---- | ------------------------ | --------------------- | -------- |
| 1    | Gianbattista Baronchelli | Bianchi-Piaggio       | 6h40'35" |
| 2    | Alfio Vandi              | Selle San Marco       | a 42"    |
| 3    | Wladimiro Panizza        | Gis Gelati-Campagnolo | a 1'16"  |
| 4    | Silvano Contini          | Bianchi-Piaggio       | s.t.     |
| 5    | Geir Digerud             | Magniflex-Olmo        | a 2'19"  |
| 6    | Giovanni Battaglin       | Inoxpran              | a 2'21"  |
| 7    | Marino Amadori           | Magniflex-Olmo        | a 2'22"  |
| 8    | Claudio Corti            | Sammontana-Benotto    | s.t.     |
| 9    | Luciano Loro             | Inoxpran              | s.t.     |
| 10   | Leonardo Natale          | Magniflex-Olmo        | s.t.     |